# Береща (озеро)
Бере́ща (бел. Бярэ́шча) — озеро в Лепельском районе Витебской области в бассейне реки Эсса.
Площадь поверхности озера 4,08 км², длина 2,8 км, наибольшая ширина 1,8 км. Наибольшая глубина озера Береща составляет 1,3 м. Площадь водосбора — 127 км².
Озеро расположено в 14 км к юго-западу от города Лепель. На южном берегу находится деревня Черница, вдоль южного берега проходит автомагистраль М3 (Минск — Витебск). В южную часть озера впадает река Кеста, из восточной части вытекает река Береща (приток Эссы).
Озеро Береща служило частью ныне недействующей Березинской водной системы, соединявшей бассейн Днепра с рекой Западная Двина. Озеро Береща, принадлежащее бассейну Западной Двины, соединено Березинским каналом длиной 7,6 км с озером Плавно на реке Сергуч, принадлежащей бассейну Днепра. Канал заканчивается в западной части озера. Поскольку озеро Плавно (160,4 м НУМ) находится выше озера Береща (152,1 м НУМ) в канале существует слабое течение, в результате Береща подпитывается водой из Сергуча.
Озеро Береща имеет округлую, слегка вытянутую форму, островов нет. Берега озера торфянистые, заболоченные. Дно плоское, илистое. Зарастает. На озере отмечалось гнездование лебедя-шипуна — редкого вида птицы, занесённой в республиканскую Красную книгу.